# Asociația Artelor Frumoase Oradea
Die Asociația Artelor Frumoase (deutsch Vereinigung Schöner Künste; ungarisch Képzőművészeti Egyesület)  wurde im Juni 1932 in Großwardein (rumänisch Oradea) ins Leben gerufen. Ihre Gründung stellte eine wichtige Ergänzung zum kulturellen Leben in der Stadt dar und förderte ihre weitere künstlerischen Entwicklung. Sie war der erste Kunstverein Oradeas.

## Gründung
Bei der Gründungsversammlung waren folgende lokale sowie nicht lokale Kulturschaffende, wie Dichter, Maler und Journalisten sowie Mäzene anwesend: István Balogh, Dr. József Biró, Móric Barát, Jenő Elefánt, Miklos Fleischer, Imre Földes, Gizi Gólian, Ernő Grünbaum, Ödön Huzella, Nicolae Irimie, Alex Leon, Róza Molnár, Alfred Macalik, Ödön Mikes, G. A. Petre, Ágnes Pásztor, Jenő Pozsonyi, Anton Salerbeck, Géza Tabéry, Ernő Tibor, Dr. Sándor Turnoszky, Imre Ványai und Béla Zsigmond.
Während dieser Sitzung einigten sich Teilnehmer durch eine Wahl, die wichtigen Posten wie aufgeführt zu bekleiden:
- Vorsitzender: Móric Barát
- Stellvertretender Vorsitzender: Ernő Tibor und Nicolae Irimie
- Sekretär und Notar: Jenő Pozsonyi
- Schatzmeister: Ödön Mikes
- Künstlerische Leitung: Alfred Macalik
- Mitglieder des Komitees: Géza Tabéry, Anton Salerbeck, Miklos Fleischer und Ágnes Pásztor

Die auszustellenden Kunstwerke wurden ausgelost, durften jedoch einen Gesamtwert von 30.000 Lei nicht übersteigen. Den Wert eines Bildes bestimmte die Jury.
Gezeigt wurden Arbeiten von Künstlern aus dem Oradea, doch auch weitere Maler aus dem Kreis Bihor fragten an, ob sie mit ausstellen dürften. Zwischenzeitlich schrieben sich weitere Mitglieder ein, wie Imre Ványai.
Am 11. September 1932 fand die Vernissage zur ersten Ausstellung der Vereinigung statt und es wurden 170 Werke präsentiert.
Währenddessen konnte sich die Asociația Artelor Frumoase an Zuwachs erfreuen – der klausenburger Künstler Coriolan Munteanu stieß hinzu, auch wenn einige für immer, wie Hugo Mund mit seiner Frau, der Kubistin Gizella Dömötör und Géza Karácsonyi oder nur temporär, z. Bsp. Ignác Udvardy sowie György Ruzicskay die Vereinigung verließen.
Es traten zudem weitere junge Künstler an die Bildfläche.
Es fanden jährlich im Rahmen des großwardeiner Herbst- und Sommersalons Personal- sowie Gruppenausstellungen statt.

## Expoziția tinerilor artiști
Zu dieser jungen Künstlergeneration zählten Alex Leon, Ernő Grünbaum, Imre Ványai, Jozsef Szabó, József Mathe, István Szini-Sebő, Károly Nagy und Károly Román. Sie organisierten im Rahmen der Asociația Artelor Frumoase die, vom Publikum vielfach gelobte Ausstellung Junger Künstler (Expoziția tinerilor artiști), welche im Oktober 1933 im Weiszlovits-Palast stattfand. Zusätzlich zu den davor aufgeführten Künstlern, stellten noch Miklos Fleischer, Roman Paul Mottl und Imre Főldes aus.
Die Arbeit der Vereinigung fand ein jähes Ende durch den Ausbruch des Zweiten Weltkrieges.